# 掃除朋具
掃除朋具（そうじほうぐ）は、日本の漫画家、イラストレーター。男性。同人サークル「二次性徴」としても活動している。

## 経歴
2014年、『COMIC X-EROS』#17（ワニマガジン社）に「マクライブ！」で商業誌デビュー。COMIC X-EROSでイラストや漫画を描いていた。その後ライトノベルの挿絵でも活動。『月とライカと吸血姫』のコミカライズを担当。

## 作品リスト

### 成人向け漫画
- 『SCANDAL！』[2] （2017年7月20日発売[3]、ワニマガジン社〈ワニマガジンコミックススペシャル〉、ISBN 978-4-86269-502-4）

### 一般向け漫画
- 『月とライカと吸血姫』 （2018年 - 2023年、講談社〈モーニングKC〉、全2巻）

### 挿絵
ジュブナイルポルノ
- 『性奴隷サマ系彼女 いきなりご主人様にされました。』 （2019年7月18日発売[4]、著：橘ぱん、フランス書院〈美少女文庫〉、ISBN 978-4-82966-473-5、全1巻）

ライトノベル
- 『罪人教室』（著：埼田要介、集英社〈JUMP j BOOKS〉、全2巻）
  1. 2016年4月4日発売[5]、ISBN 978-4-08-704002-9
  2. 『破獄試験』 2017年2月3日発売[6]、ISBN 978-4-08704-008-1
- 『僕は彼女を攻略できない。 まちがいだらけの主人公ライフ』（2016年10月25日発売[7]、著：三門鉄狼、KADOKAWA・メディアファクトリー〈MF文庫J〉、ISBN 978-4-04068-740-7、全1巻）

### 同人誌
- UR THE BEST!! (ラブライブ!)